# Solution petite-allemande

Carte du Reich allemand sous l’Empire, fondé en 1871 et consacrant l’unité nationale dans le cadre de la solution dite petite-allemande. Le royaume de Prusse, en bleu, est la puissance dominante du nouvel État, tant du point de vue territorial, puisque son territoire couvre plus de la moitié de l’Empire, que du point de vue constitutionnel, puisque l’empereur est le roi de Prusse. L’empire d'Autriche, en jaune-orange, a été écarté de la formation du premier État-nation de l’histoire allemande.

La solution petite-allemande (en allemand : kleindeutsche Lösung) était au XIXe siècle l’une des réponses avancées à la « question allemande », et consistait en l’unité nationale de l’Allemagne autour de la Prusse des Hohenzollern et sans l'empire d'Autriche. Elle s’opposait à la solution dite « grande-allemande » (großdeutsche Lösung), qui consistait en l’inclusion des territoires germanophones où régnaient les Habsbourg.
Cette solution était guidée à la fois par :
- des considérations nationales, car les Habsbourg n’avaient pas l’intention de se séparer de la Hongrie et de leurs autres possessions d’Europe centrale ;
- des considérations stratégiques de la part de la Prusse, qui voyait dans l’exclusion de l’Autriche la condition de son hégémonie dans le futur empire ;
- des considérations religieuses, car elle permettait de limiter le rôle de l'Allemagne du Sud (de) et d'exclure l'Autriche, deux zones géographiques à majorité catholique.

C’est cette solution dite « petite-allemande » qui fut mise en place en 1871 lors de la création de l’Empire allemand.

## Le mouvement national auXIXesiècle
Formulée dans la première moitié du siècle, elle était défendue par les libéraux, tandis que la gauche démocrate préférait une grande Allemagne républicaine. Elle prévalut lors de la réunion du parlement de Francfort après le départ de la délégation autrichienne, mais le roi de Prusse, Frédéric-Guillaume IV, rejeta le 3 avril 1849 la proposition de couronne impériale associée à la monarchie constitutionnelle.
Après l’échec de la révolution de mars en 1850, Frédéric-Guillaume de Prusse tenta de former une confédération avec le roi de Hanovre, le roi de Saxe et dix-sept autres souverains à l’exclusion de la monarchie des Habsbourg, et réunit à cette fin un « parlement d’union » à Erfurt, mais la pression de l’Autriche et de la Russie mirent fin au projet lors de la Conférence d'Olmütz.
L’unification autour de la Prusse fut dans les années 1860 le grand objectif de la politique d’Otto von Bismarck, ministre-président de Prusse, qui entreprit d’écarter l’Autriche pour consacrer l’hégémonie de la Prusse. La seconde guerre des Duchés en 1864, puis la guerre austro-prussienne en 1866 provoquèrent la dissolution de la Confédération germanique et la marginalisation de l’Autriche sur la scène politique allemande, et le ralliement des États protestants à la Prusse permit la création de la Confédération de l’Allemagne du Nord en 1867. La guerre franco-prussienne de 1870 permit de rallier les États du Sud – la Bavière, le Wurtemberg, la Bade et la Hesse – à la cause de l’unification petite-allemande, et le Reich allemand (Deutsches Reich) fut fondé en janvier 1871 par la proclamation du roi Guillaume Ier de Prusse comme empereur d’Allemagne.

## LeXXesiècle
Le choix de la « petite Allemagne » prévalut encore après la Première Guerre mondiale, lorsque le rattachement de l’Autriche allemande au Reich fut interdit par les vainqueurs lors des traités de Versailles et de Saint-Germain-en-Laye, malgré les vœux d’une grande partie de la population et du personnel politique d’Autriche de l'époque.
Elle fut de nouveau consacrée après la Seconde Guerre mondiale, lorsque l’Autriche retrouva son indépendance perdue lors de l’Anschluss de 1938 ; l’anéantissement du Reich provoqua également une nouvelle réduction du territoire de l’Allemagne et sa division en quatre zones d’occupation, puis deux États séparés (RFA et RDA). L’Allemagne réunifiée en 1990 ne correspond plus à l’ancienne « petite Allemagne », puisque les territoires orientaux de la Prusse sont désormais des terres polonaises et russes.